# Everything I Didn't Say
Everything I Didn't Say è il secondo album in studio della cantante britannica Ella Henderson, pubblicato a 8 anni di distanza dal precedente Chapter One.

## Antefatti
In seguito alla pubblicazione del suo album di debutto, trainato dal successo commerciale del singolo Ghost, Ella Henderson aveva iniziato a lavorare ad un secondo album con la Syco; nel 2018 l'etichetta opta tuttavia per un licenziamento prima che l'artista avesse modo di pubblicare il progetto, che è stato di fatto cestinato. Successivamente la cantante firma un contratto con Asylum Records e inizia a pubblicare alcune canzoni in collaborazioni con altri artisti, come This Is Real con Jax Jones e Let's Go Home Together con Tom Grennan: entrambi i brani raggiungono la top 10 della classifica singoli britannica.
Nel gennaio 2022, l'artista pubblica Brave, il suo primo singolo da solista dopo diversi anni; nel contempo annuncia la pubblicazione dell'album, prevista per l'11 marzo successivo. L'artista dichiara inoltre di aver deciso di non intitolare l'album Chapter Two in continuità con il precedente per via del periodo troppo lungo trascorso fra i due progetti discografici, il quale a suo dire è più simile a "un intero libro piuttosto che a un singolo capitolo".

## Stile musicale e composizione
Everything I Didn't Say è un album pop con elementi country pop, electropop e soul. L'artista ha dichiarato di aver selezionato i brani inclusi nel disco fra 400 canzoni scritte e incise nel corso del periodo 2016-2021, cercando quindi di selezionare brani che facessero riferimento a momenti differenti della sua vita.

## Promozione
L'album include il singolo del 2021 Let's Go Home Together, che funge quindi da primo singolo estratto dall'album; il singolo Brave, pubblicato in contemporanea all'annuncio dell'album nel gennaio 2022, fa da secondo estratto. La title track Everything I Didn't Say è stata invece pubblicata con una settimana d'anticipo rispetto al resto dell'album. Un tour denominato Everything I Didn't Say Tour avrà luogo a partire dall'ottobre 2022.

## Tracce
1. Emotions – 3:12
2. What About Us – 3:20
3. Ugly – 3:33
4. Let's Go Home Together (feat. Tom Grennan) – 3:28
5. Brave – 3:21
6. Out My Head – 3:37
7. Thank You for the Hell – 3:37
8. Sorry I Miss You – 2:36
9. Everything I Didn't Say – 3:27
10. Bad News – 3:16
11. Cry on Me (feat. Mikky Ekko) – 3:47
12. Good Things Take Time – 2:31
13. Northern Lights – 2:47
14. Set in Stone – 2:45
15. Body – 3:19
16. Places – 2:59

## Classifiche
| Classifica (2022) | Posizione massima |
| ----------------- | ----------------- |
| Regno Unito       | 8                 |